# Paul Roloff

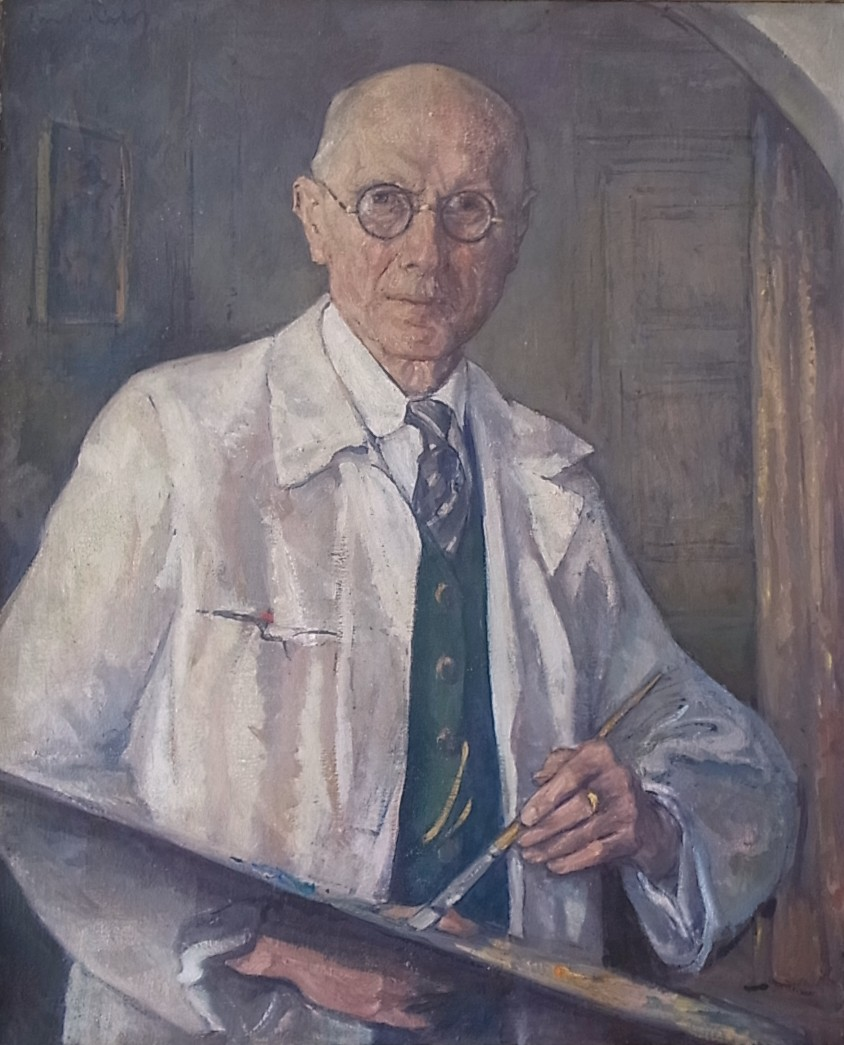
Paul Roloff, Selbstporträt (1945)

Paul Alexander Roloff (* 26. Januar 1877 in Jerchel, Kreis Stendal; † 29. Mai 1951 in Prien am Chiemsee) war ein deutscher Maler.

## Leben
Paul Roloff wurde als jüngstes von fünf Kindern des Kaufmanns Adolf Roloff und seiner zweiten Frau Elisabeth geboren.
Nach dem Abitur schrieb er sich 1898 zunächst auf Wunsch des Vaters an der Münchner Hochschule für Architektur ein. Sein Lehrer, Professor Friedrich Thiersch, der Erbauer des Münchner Justizpalastes, setzte sich bei dem widerstrebenden Vater dafür ein, dass Roloff schließlich doch wunschgemäß Maler werden durfte.
Am 2. November 1898 konnte er sich an der Königlich Bayerischen Akademie der Bildenden Künste in München für die Naturklasse einschreiben. Seine Lehrer waren unter anderen Karl Raupp, Moritz Weinholdt, Ludwig Schmid-Reutte und Franz von Stuck. Ein Semester studierte er auch an der Großherzoglichen Kunstschule Karlsruhe bei Friedrich Fehr.

### Frühe Schaffensphase (bis 1914)
Nach dem Ende des Studiums strich der Vater die monatliche Unterstützung. Er wollte, dass sein Sohn möglichst schnell finanziell unabhängig wurde. So entstand, angeregt durch seine Malerfreunde Erich und Rudolf Wilke sein gesamtes druckgrafisches Werk. Zeichnungen für den Simplicissimus, die Jugend und vor allem den Affenspiegel, dessen Titelblatt er entwarf, entstanden.

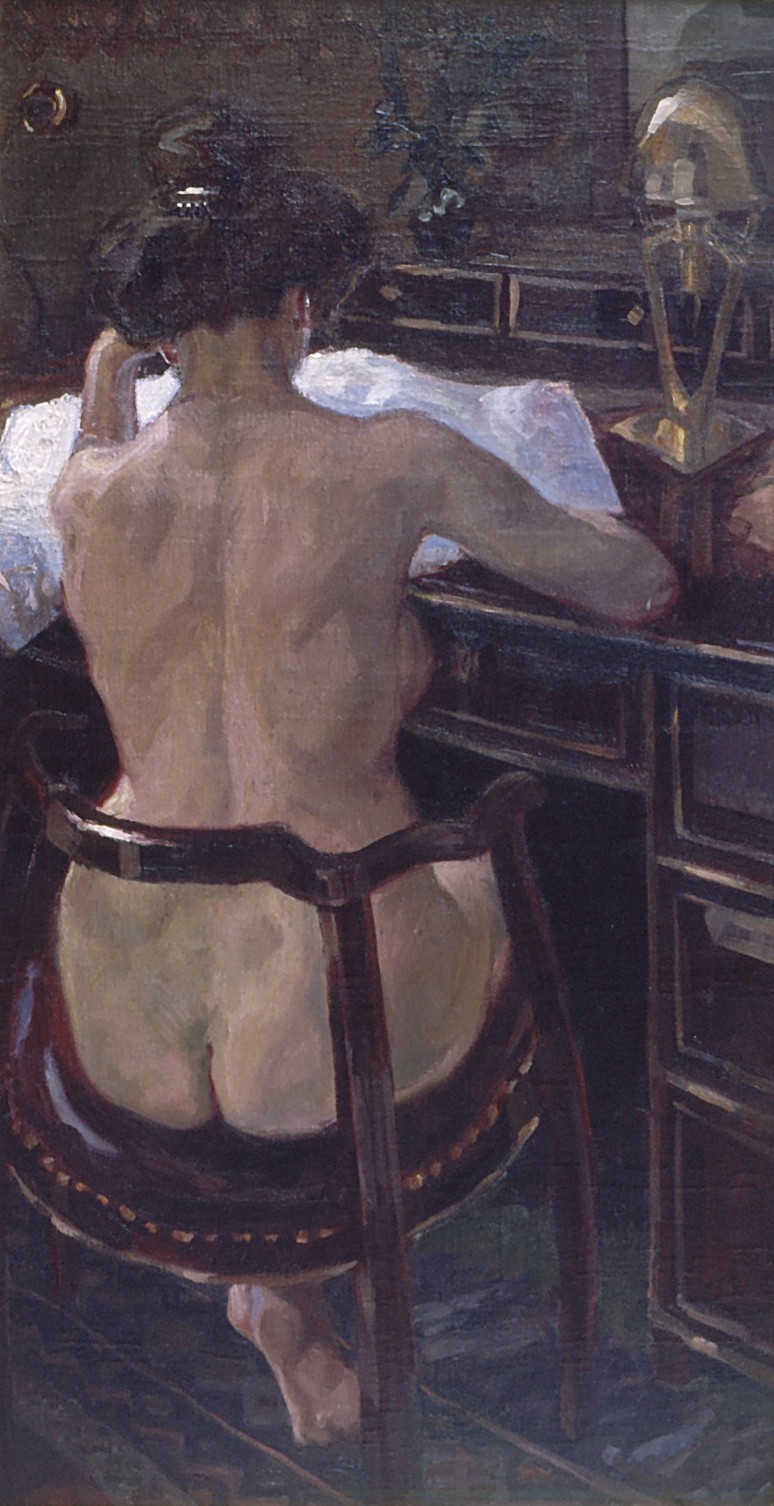
Am Schreibtisch um 1904

Da München die Wahlheimat von Paul Roloff war, leistete er 1902 seinen Militärdienst im 1. Feldartillerie-Regiment „Prinzregent Luitpold“ der Bayerischen Armee ab.
1905 bezog er mit dem Zeichner Erich Wilke und dem Bildhauer Ulfert Janssen ein Atelier in der Hohenzollernstr. 50 in München-Schwabing. Es wurde Treffpunkt eines großen Freundes- und Künstlerkreises zu dem unter anderen Paul Bonatz, Wilhelm Koeppen, Rudolf Wilke, Julius Heß, Rudolf Hause, Rudolf Esterer und Adelbert Niemeyer gehörten.
1907 heiratete Roloff die Norwegerin Aagot Lindeman; die drei Töchter Berit, Anna und Elisabeth wurden 1908, 1912 und 1915 geboren.
Er bezog eine Atelierwohnung in der Adalbertstraße 55. Dort hatte er zeitweise zwei Ateliers. Eines davon vermietete er 1909 an Christian Rohlfs.
Die Jahre bis 1914 waren geprägt von zahlreichen Reisen, zum Beispiel 1910 nach Norwegen und 1913 nach Dänemark, die Sommerferien verbrachte er 1912 in Seeon und 1914 am Chiemsee. Dort erreichte ihn die Einberufung in den Ersten Weltkrieg zu seinem Regiment an die Westfront. Er wurde mehrfach verwundet, ein Hüftdurchschuss 1918 machte ihm zeitlebens zu schaffen. Die Familie war nach der Beschlagnahme der Münchner Wohnung nach Törwang am Samerberg gezogen. Dort starb die älteste Tochter 1918 an der Spanischen Grippe.

### Nach dem Ersten Weltkrieg – Not und Anerkennung (1918 bis 1933)
Die schlechte wirtschaftliche Lage im Land gab ihm zunächst keine Chance den Lebensunterhalt für die Familie mit Malerei zu verdienen. So erwarb er den Hof Aich bei Prutting und arbeitete als Bauer. Aber das Malen ließ ihn nicht los. 1921 verkaufte er Aich und erwarb ein Haus in Stock bei Prien am Chiemsee.
Dort gründete er mit Bernhard Klinkerfuß, Karl-Hermann Müller-Samerberg, Emil Thoma, Paula von Goeschen-Roesler und Friedrich Lommel die Künstlergruppe Die Welle. Die Vereinigung baute sich unter schwierigsten finanziellen Bedingungen ein eigenes Kunstgebäude auf den Stocker Schären, um für jedes Mitglied genügend Ausstellungsmöglichkeiten zur Verfügung zu stellen.
Bis zur Wirtschaftskrise 1929 erhielt Roloff zunehmend Aufträge aus Norddeutschland für Ausmalungen und Porträts. Er war jetzt anerkannt und verdiente gut. Infolge der Weltwirtschaftskrise 1929 gab es dann viele Stornierungen und erst Mitte der 30er Jahre ging es wieder bergauf.

### Schaffensphase im Dritten Reich (1933 bis 1945)
Ein großer Erfolg mit hervorragenden Kritiken war seine Ausstellung im Münchner Kunstverein anlässlich seines 60. Geburtstags zusammen mit Gabriele Münter und Hans Reinhold Lichtenberger; die anstehende Ernennung zum Titularprofessor wurde aber bis 1939 hinausgeschoben und erfolgte erst aus Anlass von Adolf Hitlers 50. Geburtstag. Roloff war nicht Mitglied der NSDAP und blieb im Vorstand der evangelischen Kirche in Prien.
Roloff war von 1937 bis 1944 auf fünf Großen Deutschen Kunstausstellungen in München vertreten. Sein 1938 ausgestelltes Bild Münchner Kellnerin erwarb Adolf Hitler für 2000 Reichsmark. Ab 1941 stellte er Bilder von Gefallenen in Uniform aus, die er im Auftrag der Eltern nach Fotos gemalt hatte. Diese wurden von der Jury des Hauses der Kunst ausgewählt und im Sinne der Nazi-Kriegsideologie umbenannt, so 1943 Der Bataillonsführer und 1944 Gebirgsjäger der Waffen-SS.

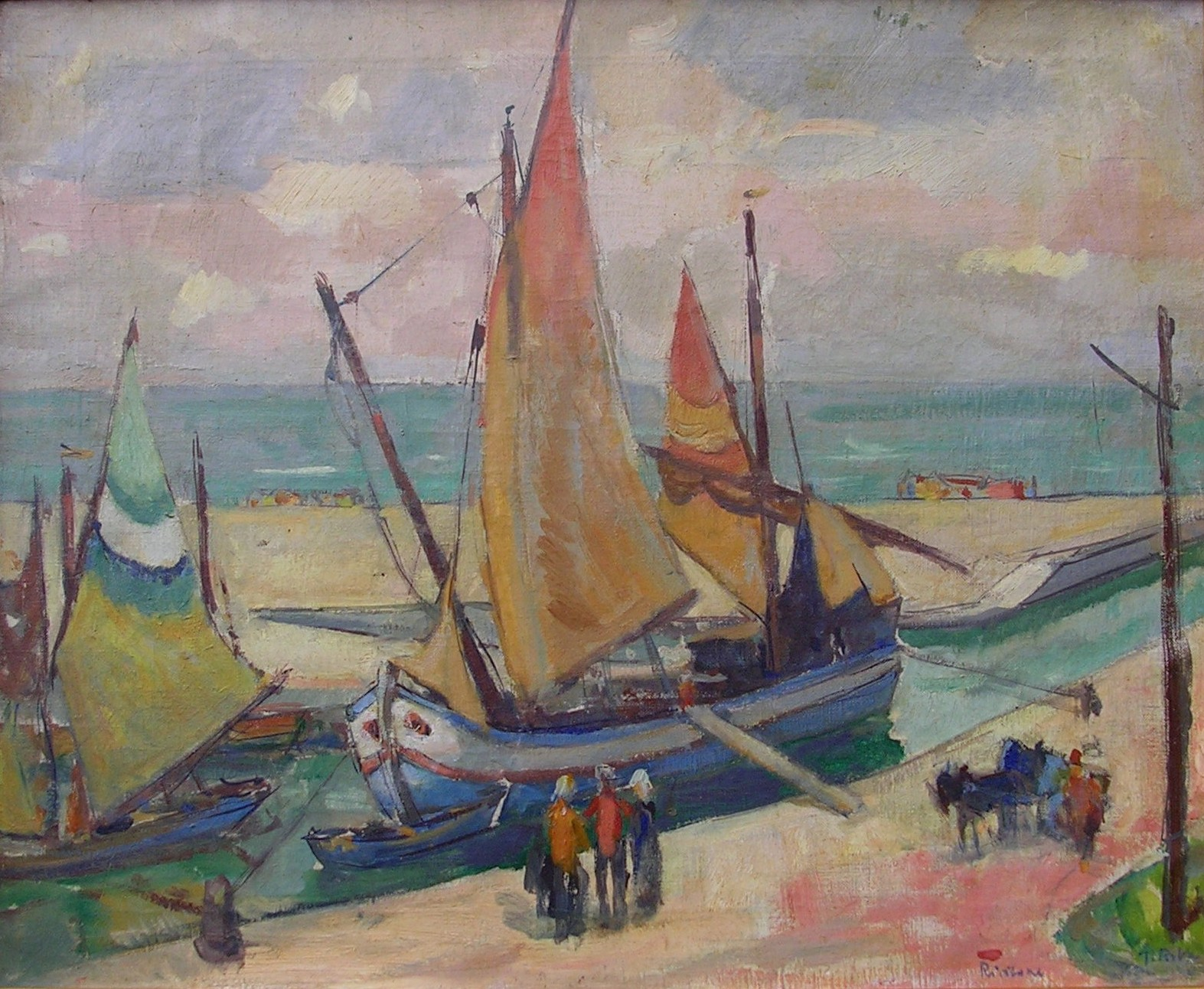
Riccione 1932
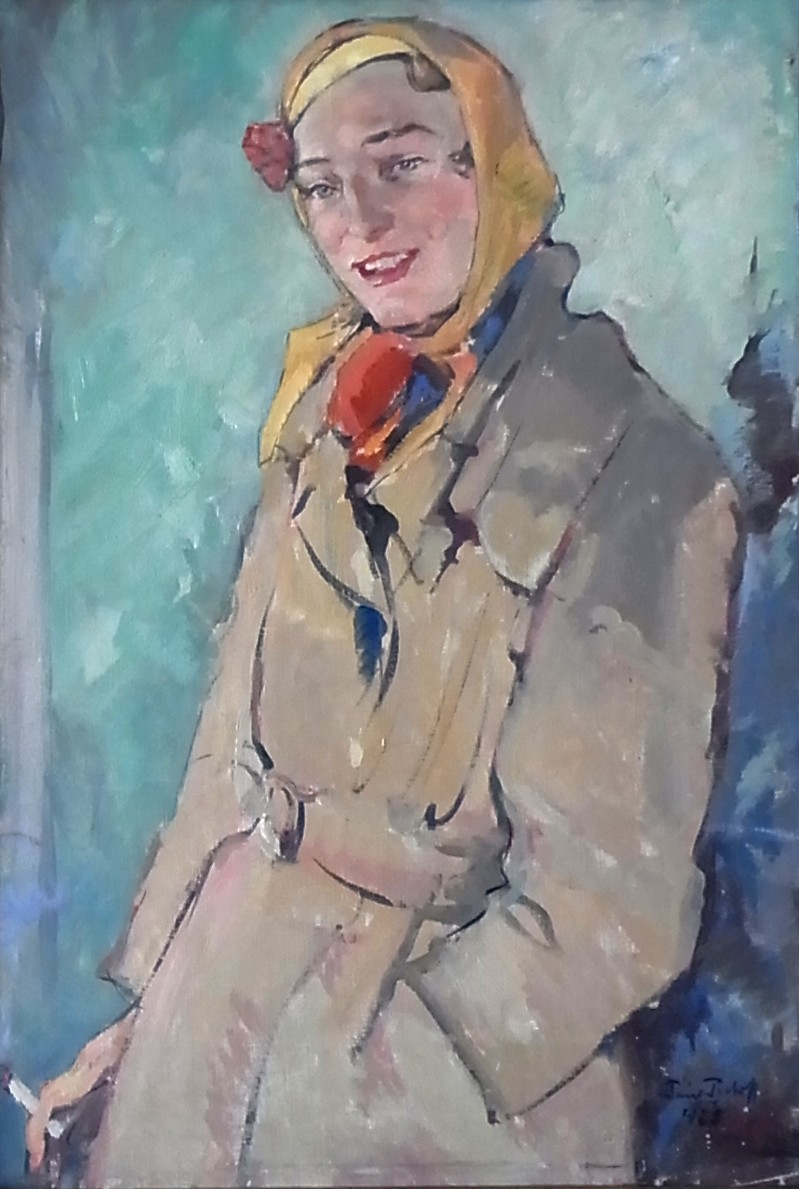
Emely 1933
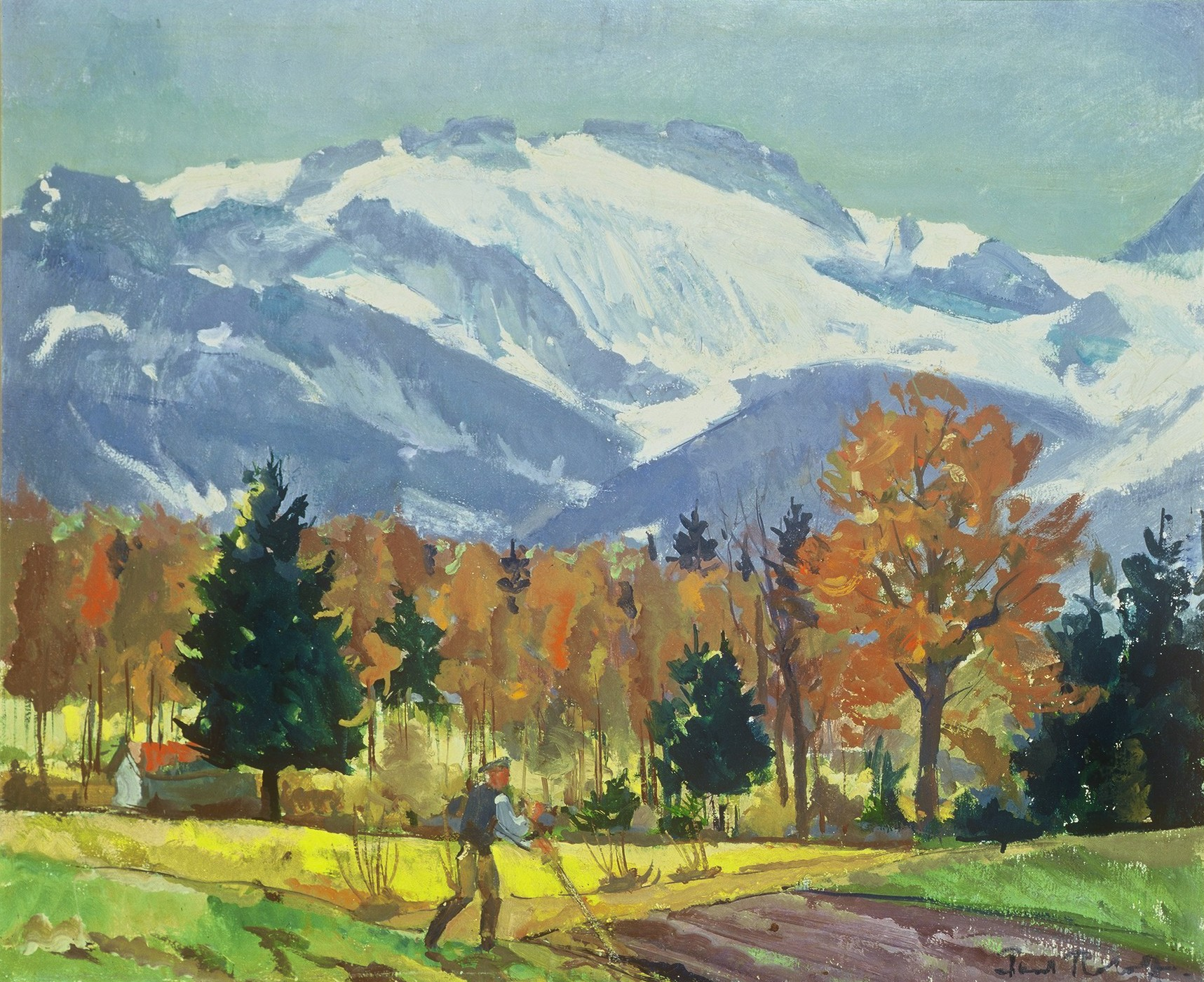
Kampenwand im Spätherbst 1932

### Nach dem Zweiten Weltkrieg (1945 bis 1951)
Nach dem Krieg waren kaum Farben zu bekommen. Das Priener Haus war voll mit einquartierten Flüchtlingen. Roloff war schwer herzkrank und seine Kriegsverletzung machte ihm immer wieder zu schaffen. Am 29. Mai 1951 starb er in seinem Haus.

## Werk

### Bis 1914
Nachdem sich Roloff während des Studiums hauptsächlich mit Landschafts- und Porträtmalerei auseinandergesetzt hatte, musste er plötzlich Geld verdienen. Über seine Freunde Erich und Rudolf Wilke bekam er Verbindung zu den satirischen Zeitungen jener Zeit. Die grafischen Blätter, die vor allem für den Affenspiegel (um 1901) entstanden, zeigen schon einen ausgereiften Stil; sie können sich technisch mit den Grafiken der besten deutschen Zeichner messen. Anregungen erhielt Roloff von französischen und englischen Lithographen und den durch sie beeinflussten Mitarbeitern des Simplicissimus.

Zur Farbe und Ölmalerei zurückgekehrt, trat ein neues Bildmotiv in den Vordergrund, der Akt. Bis 1914 wurde er in immer neuen Varianten dargestellt. Ab 1904 stellte Roloff regelmäßig in der Secession aus, deren Mitglied er 1911 wurde. Durch diese Bilder wurde er bei Publikum und Kritikern bekannt. Das Interieur spielte eine kompositorisch nicht unwichtige Rolle und die 

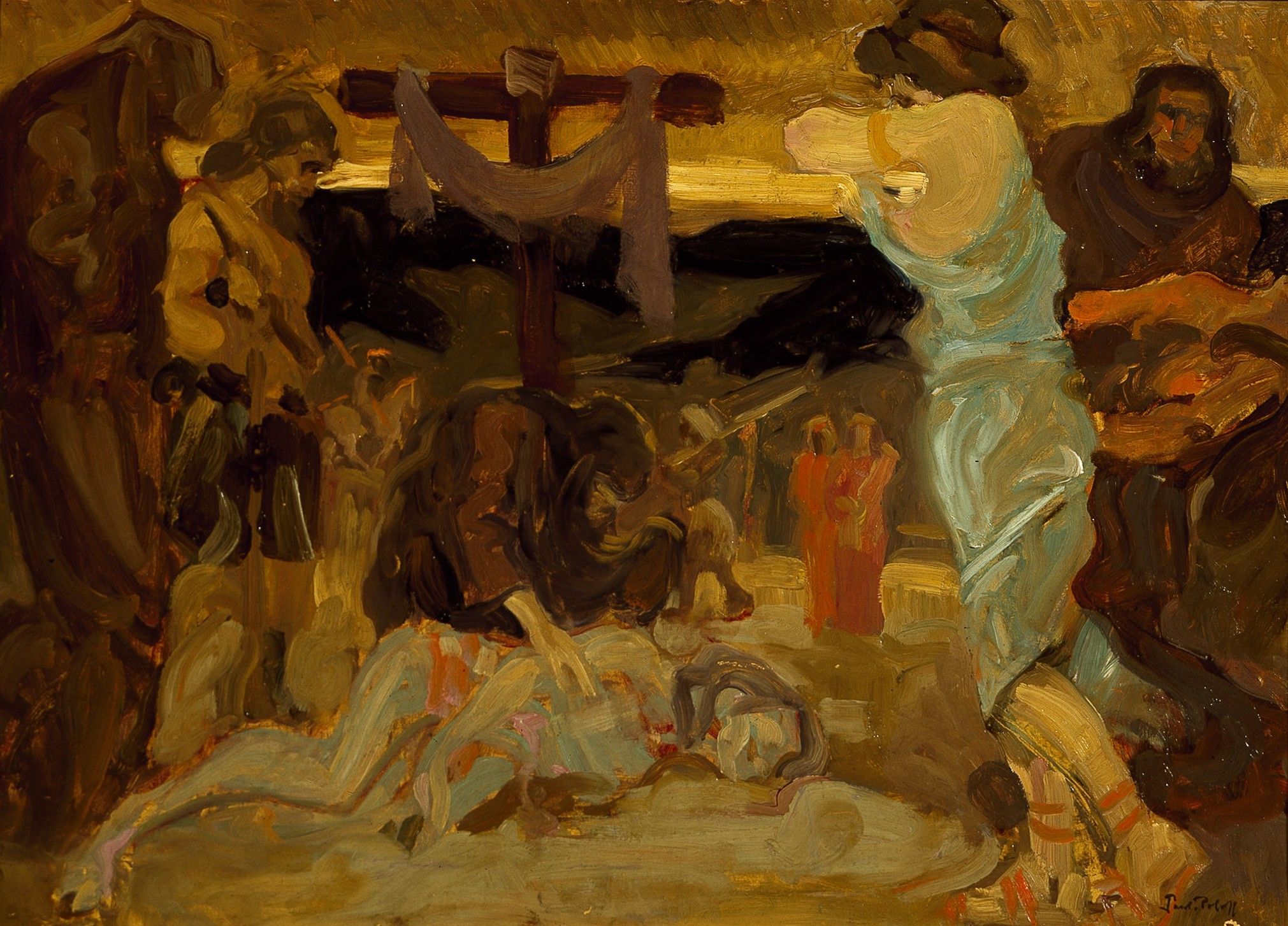
Roloff, Beweinung 1912

Modelle traten mit ungewohnter Selbstverständlichkeit und Ungeniertheit auf – sie sollten nicht provozieren.
Zur gleichen Zeit machte Roloff auch mit religiösen Bildern auf sich aufmerksam. Schon 1907/08 machte er Entwürfe für die Ausmalung der Villa Berolzheimer am Baader See bei Garmisch mit Motiven aus dem Alten Testament.
Unter den religiösen Darstellungen sind die expressivsten Gemälde Roloffs zu finden. Dass dabei die Verknüpfung von christlichen Themen mit weiblichen Aktdarstellungen Roloff nicht nur Lob, sondern auch scharfe Kritik einbrachte, ist verständlich.

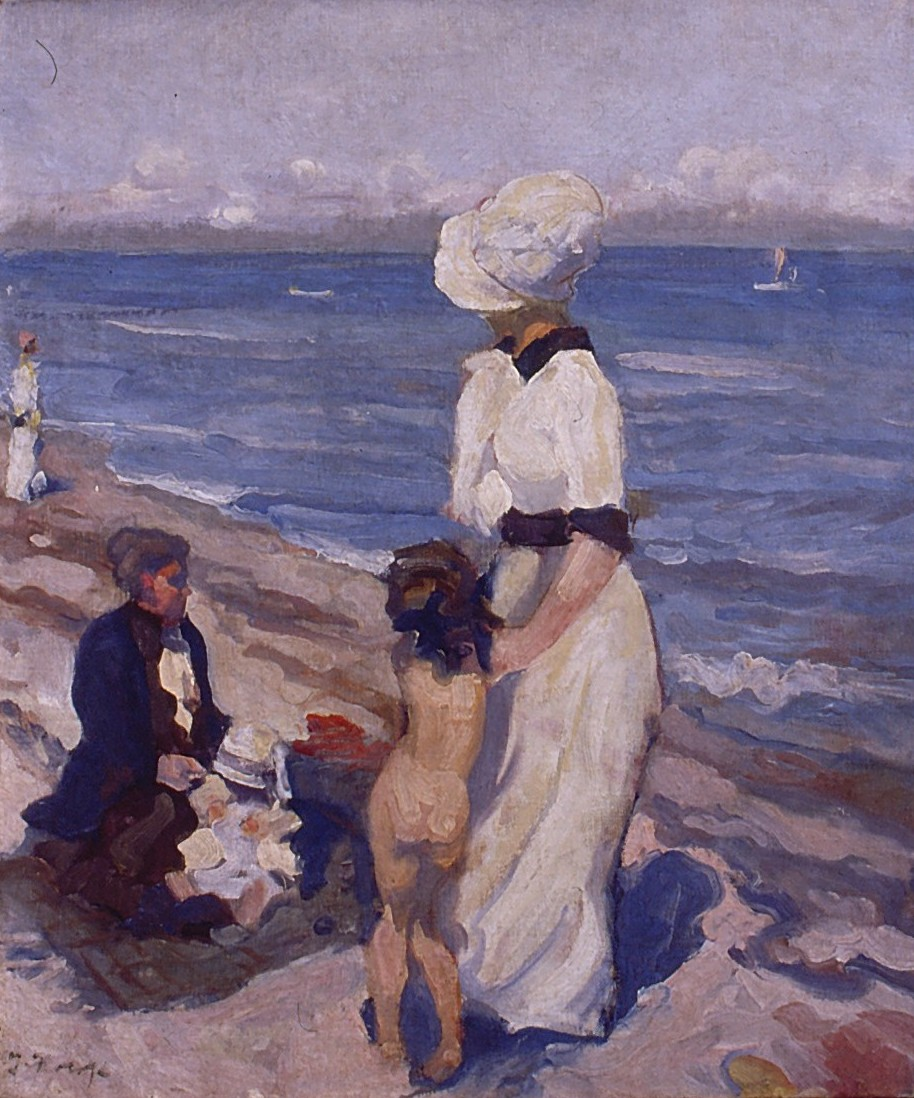
Strand von Langeland 1913

Es waren glückliche und erfolgreiche Jahre. In den Sommeraufenthalten in Wolfratshausen und Seeon entstanden viele Landschaftsbilder. Viel stärker aber beeinflussten die Reisen nach Norwegen (1910) und Dänemark (1913) seine Malerei. Die ständig wechselnden Stimmungen über dem Meer reizten ihn. Das klare nordische Licht hellte seine Palette auf. Wasser und Wolken ließen ihn auch später an der Adria und am Chiemsee nicht los.

### 1914 bis 1933
Aus dieser schaffensreichen Zeit riss ihn die Einberufung in den Ersten Weltkrieg. Sechs Jahre konnte er fast nicht malen, eine gewaltige Zäsur. Der Neuanfang war schwer. Geprägt von den Erlebnissen des Krieges und der Versorgung seiner Familie verpflichtet, stürzte er sich in die Arbeit. Die Gründung der Welle und die Mitgliedschaft in der Secession eröffneten die Möglichkeit, wieder bekannt zu werden.

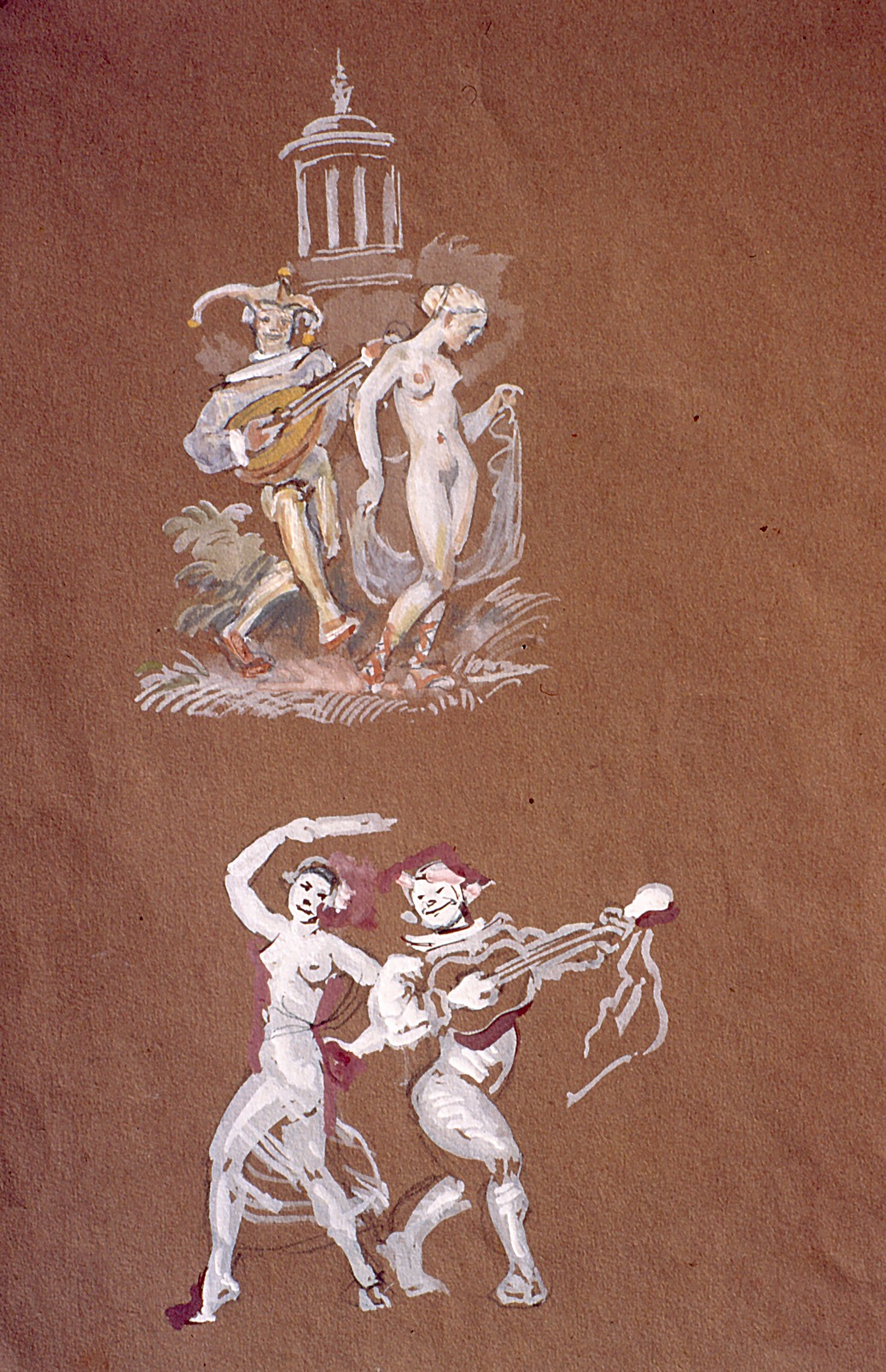
Skizze für Herrenhausen 1939

Ab 1923 erhielt er zunehmend Aufträge aus Norddeutschland, hauptsächlich Porträts und Ausmalungen repräsentativer Räume. Die Arbeiten für den Pavillon der Münchner Illustrierten auf der Internationalen Presseausstellung Pressa in Köln 1928 und die Ausmalung der Gartenpavillons von Schloss Herrenhausen in Hannover 1938/39 waren wohl die interessantesten. Diese Aufträge ließen ihm viel gestalterische Freiheit. Wesentlich mehr Konzentration verlangte die Porträtmalerei. Ähnlichkeit war für ihn nur die Grundvoraussetzung für ein gutes Porträt. Wichtig war ihm das Wesen und die Ausstrahlung des Dargestellten einzufangen. Ein Kritiker beurteilte das Ergebnis folgendermaßen: „(Roloff) vermag das Individuelle in seinem Kern und einmaligen Wesen scharf psychologisch zu erfassen und das Erfasste typisch und mit geistreicher Art vorzutragen.“
In der Zeit bis zum Zweiten Weltkrieg entstanden über 140 Porträts. Ausmalungen und Landschaften kamen dazu.

### 1933 bis 1951
Aus den Kriegsjahren sind etwa 40 Porträts bekannt, davon neun die Porträts von Gefallenen, die er im Auftrag der Eltern nach Fotos in Uniform malte. Diese Bilder waren es, die die Jury der großen Ausstellungen meistens aussuchte – wegen der Uniform. Seine Ausstellungsmöglichkeiten waren nach dem Gutachten gegen Hoffmann und die Tatsache, dass er nicht Parteimitglied war, stark eingeschränkt.
Unmittelbar nach dem Krieg gab kaum Aufträge und Farben und Roloff war schwer herzkrank.

## Werke (Auswahl)
Landschaften
- Prien am Chiemsee 1931 Markt Prien
- Chiemseelandschaft 1932 Bayerische Staatsgemäldesammlungen

Porträts
- Hannah von Gosen 1933 Bayerische Staatsgemäldesammlungen,
- Chrysille Janssen 1935 Lenbachgalerie München,
- Erich Wilke 1935 Städt. Galerie Braunschweig,
- Prof. Oswald Bieber 1936 Lenbachgalerie München,
- Prof. Johann Viertaler 1936 Ludwig Hack Museum Ludwigshafen,
- Prof. Paul Ludwig Troost 1936 US Army Center of Military History Washington,
- Prof. Franz Naager 1937 Secessionsgalerie München,
- Prof. Rudolf Sieck 1939 Städtische Galerie Rosenheim.

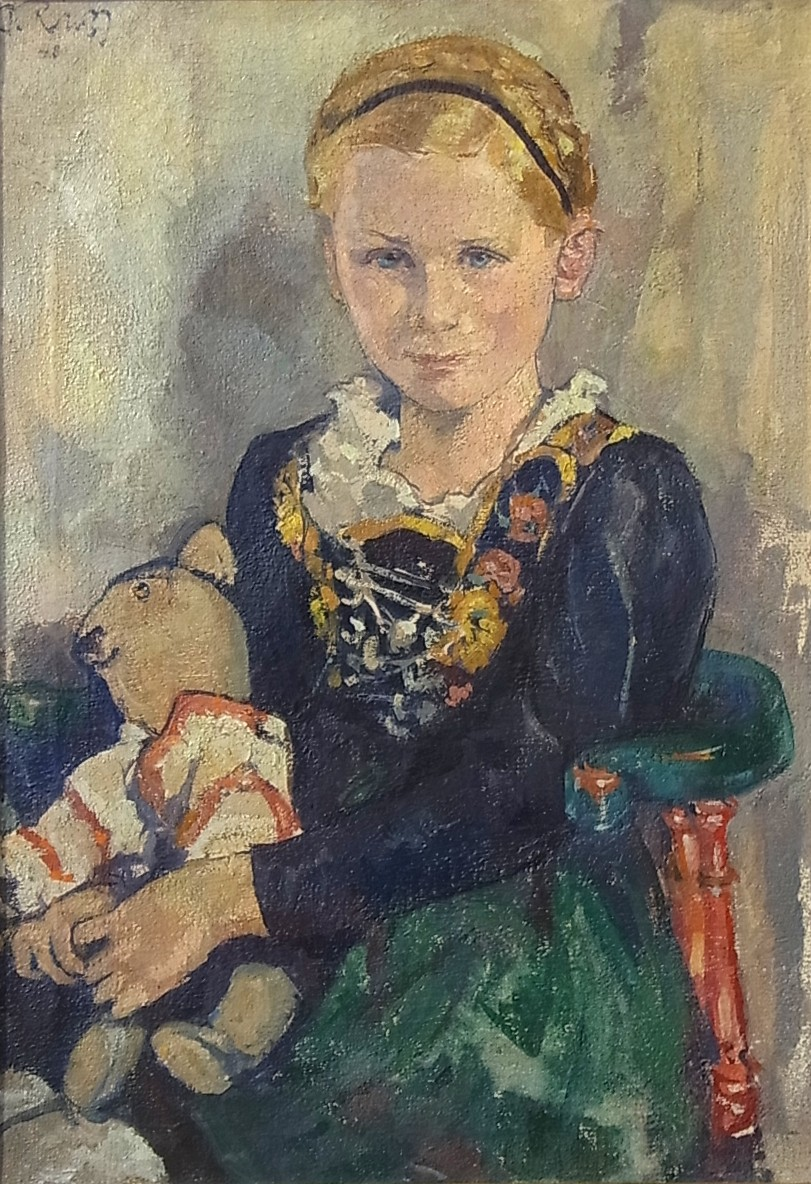
Weibi 1948
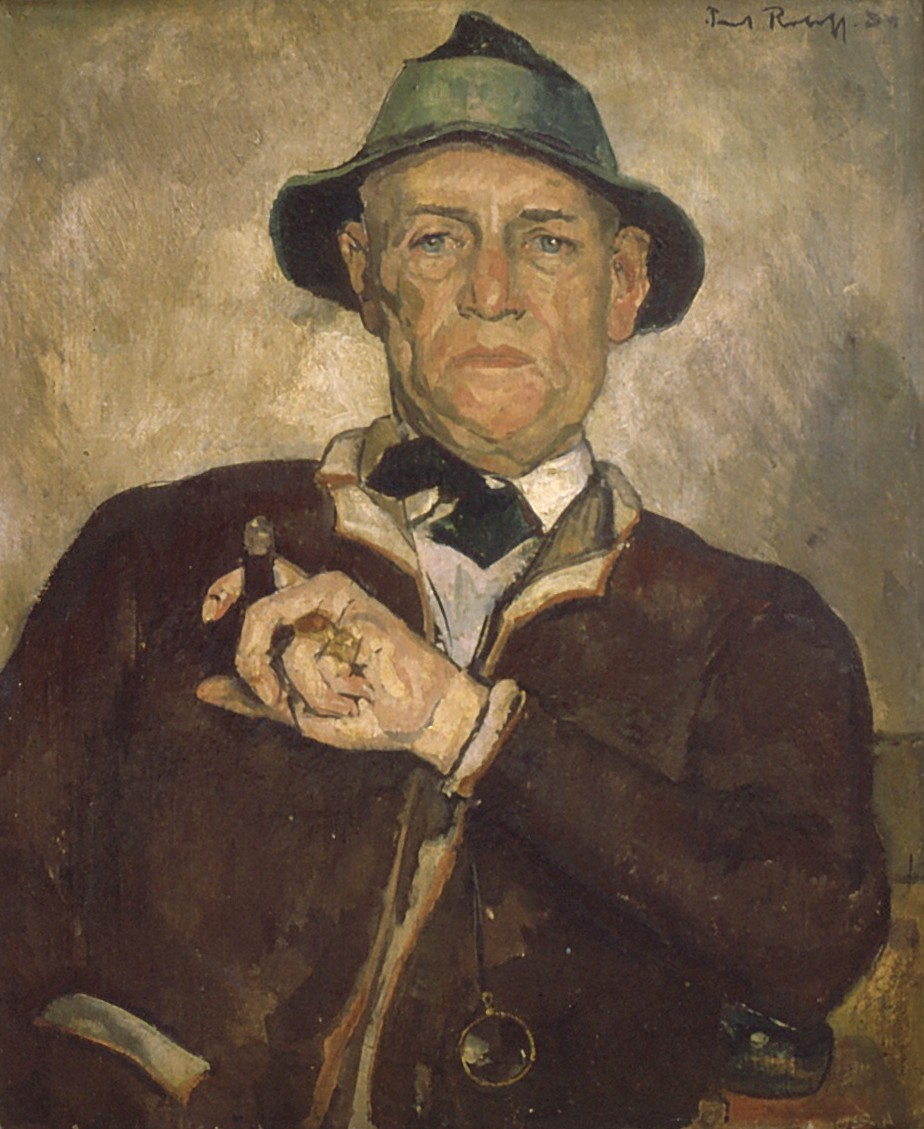
Maler Julius Heß 1934